# Сладка Гора
Сладка Гора (словен. Sladka Gora) је насељено место у општини Шмарје при Јелшах, Савињска регија, Словенија.

## Историја
До територијалне реорганизације у Словенији била је у саставу старе општине Шмарје при Јелшах.

## Становништво
У попису становништва из 2011. године, Сладка Гора је имала 83 становника.
| Број становника према пописима | Број становника према пописима | Број становника према пописима |
| ------------------------------ | ------------------------------ | ------------------------------ |
| 1991                           | 2002                           | 2011                           |
| 89                             | 85                             | 83                             |

Напомена: Године 2017. извршена је мања размена територије између насеља Печица и Сладка Гора.